# Wenzel Messenhauser
'Wenzel Messenhauser (n. 4 ianuarie 1811, Prostějov⁠(d), regiunea Olomouc, Cehia – d. 16 noiembrie 1848, Viena, Imperiul Austriac) a fost un politician și scriitor austriac.